# Paku
Le paku est une langue austronésienne parlée en Indonésie, dans le Kalimantan du Sud, dans l'île de Bornéo. La langue appartient à la branche malayo-polynésienne des langues austronésiennes.

## Classification
Le paku est une des langues barito orientales, un groupe des langues malayo-polynésiennes occidentales.

## Vocabulaire
Exemples du vocabulaire de base du paku :
| français       | paku      | Prononciation |
| -------------- | --------- | ------------- |
| un             | ɛrai      |               |
| cinq           | limɔ      |               |
| cendres        | ɛβʊŋ      |               |
| pluie          | uran      |               |
| maison         | lɔβʊ'     |               |
| feu            | apui      |               |
| soleil         | matɛanrau |               |
| cochon sauvage | βaβui     |               |

## Sources
- (en) Hudson, Alfred B., The Barito Isolects of Borneo. A Classification Based on Comparative Reconstruction and Lexicostatics, Data Paper, Number 68, Ithaca, Department of Asian Studies, Cornell University, 1976.